# Deutsche Nanga-Parbat-Expedition 1934

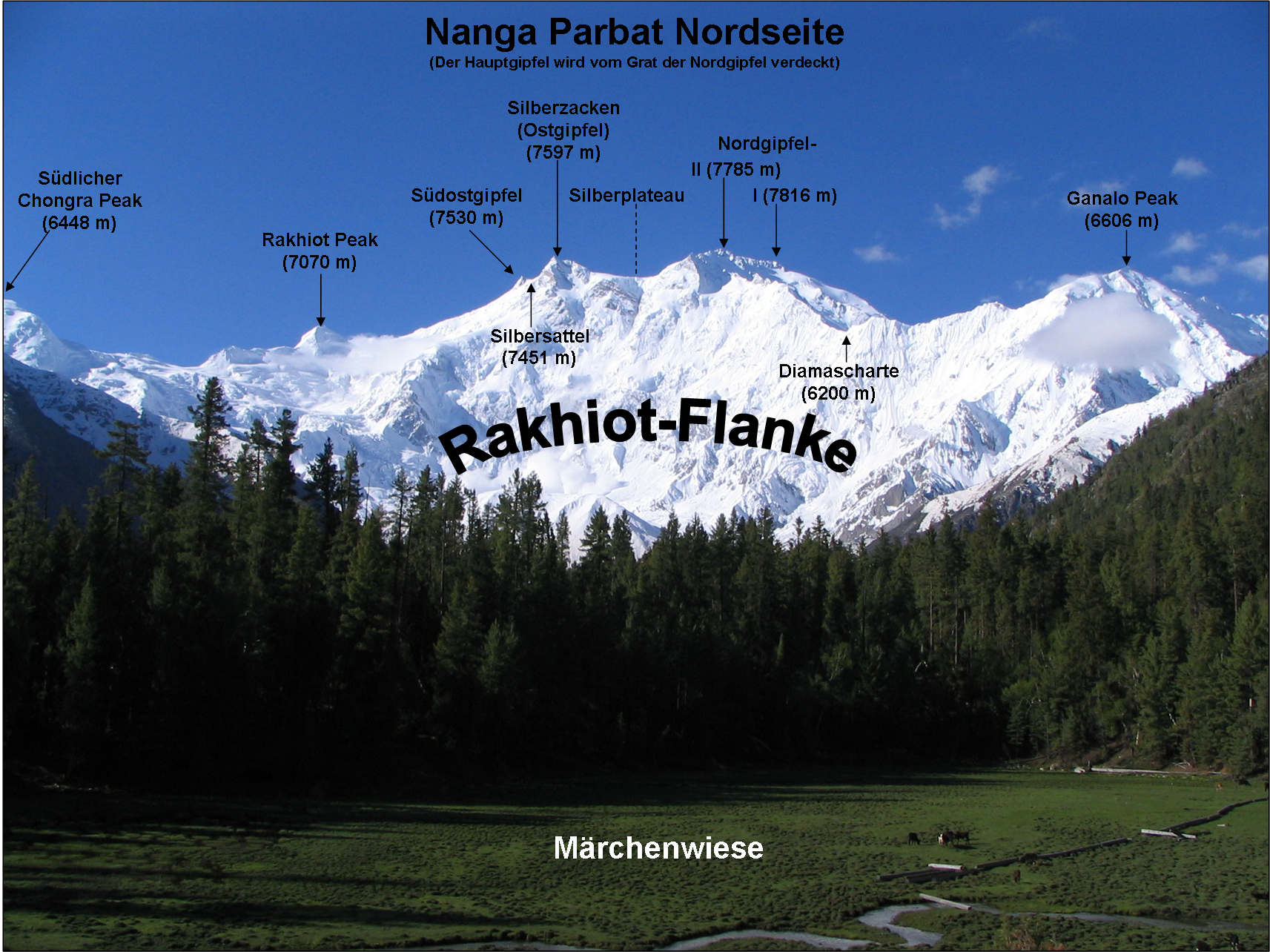
Der Nanga Parbat von der „Märchenwiese“ aus

Die Deutsche Nanga-Parbat-Expedition 1934, oder auch Deutsche Himalaya-Expedition 1934 (DHE) genannt, war nach der im Jahr 1932 erfolglos beendeten Deutsch-Amerikanischen Himalaya-Expedition (DAHE) der zweite Versuch eines deutschen Expeditionsteams, den Nanga Parbat (8125 m) zu besteigen. Der bergsteigerische Misserfolg dieser Expedition verfestigte für den Nanga Parbat den pathetischen Begriff des „Schicksalsberges der Deutschen“. Die parallel durchgeführte wissenschaftliche Erkundung des Nanga-Parbat-Gebiets brachte hingegen wichtige Erkenntnisse.

## Expeditionsmannschaft

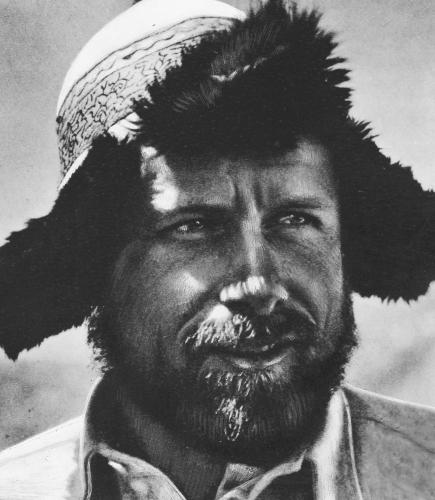
Willy Merkl, Expeditionsleiter
Ulrich Wieland
Willo Welzenbach
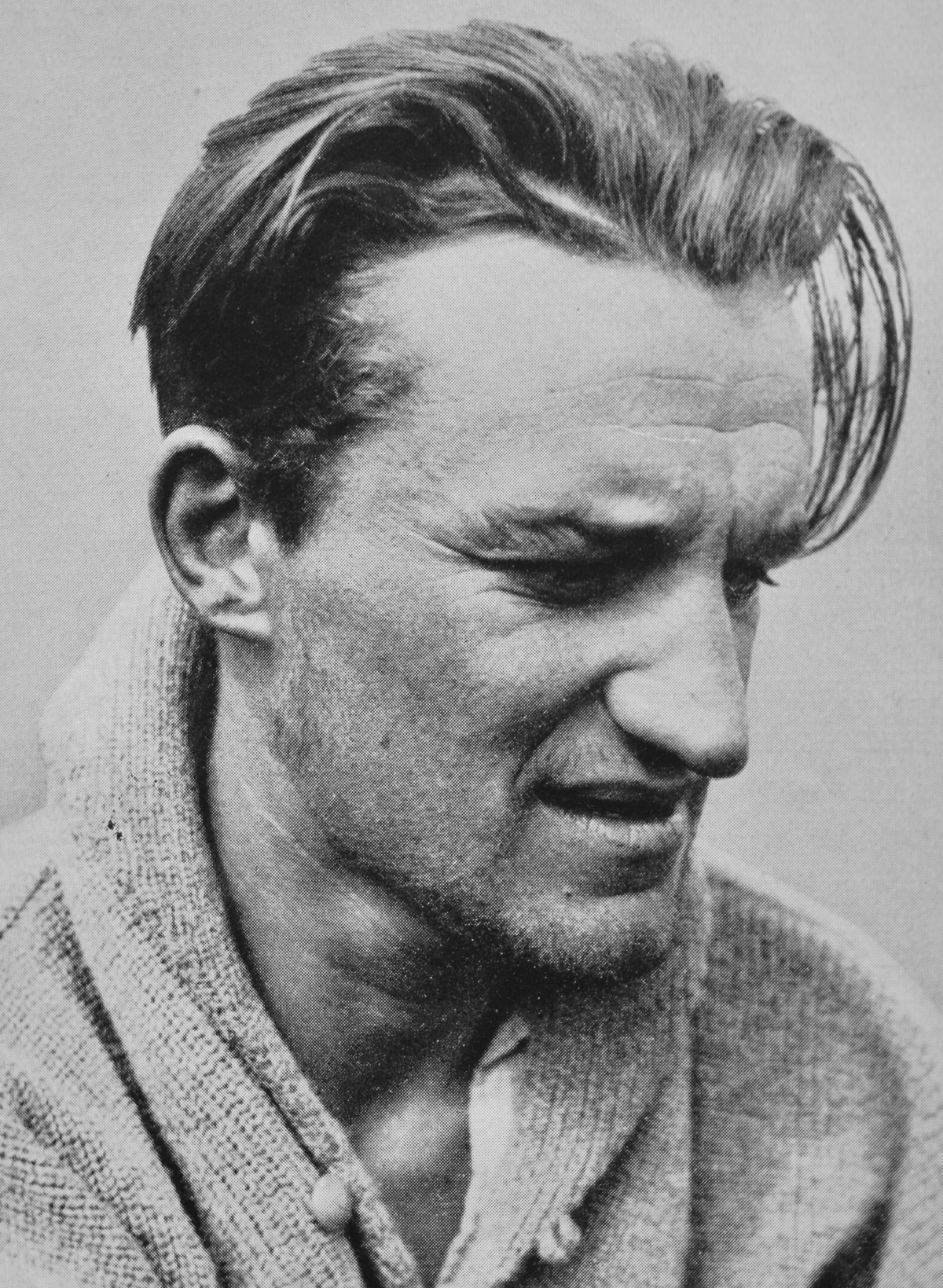
Erwin Schneider, Kartograf

Zu den Teilnehmern zählte wie 1932 neben dem deutschen Expeditionsleiter Willy Merkl wieder der Österreicher Peter Aschenbrenner. Ihnen zur Seite standen die Deutschen Alfred Drexel, Uli Wieland, Willo Welzenbach, Fritz Bechtold und Peter Müllritter, sowie die zwei Österreicher, der Kartograf Erwin Schneider und der Expeditionsarzt Willi Bernard. Als einheimische Bergsteiger und Höhenträger begleiteten sie insgesamt 35 Sherpas, darunter die erfahrenen Höhenbergsteiger Ang Tensing, Dakshi, Gay-Lay, Lobsang, Kitar, Nima Dorje, Nima Nurbhu, Nima Thashi und Pinzo Nurbhu. 
Hans Hieronimus übernahm die Verwaltung des Hauptlagers und ersetzte den hohen Reichsbahnbeamten Heinz Baumeister, der kurz vor der Abreise erkrankt war. Des Weiteren nahmen an der Expedition der Kartograf Richard Finsterwalder, der Geograf Walter Raechl und der Geologe Peter Misch teil. Während Dr. Bernard und Müllritter im Basislager blieben, umrundeten Finsterwalder, Raechl und Misch acht Wochen lang das gesamte Massiv, um es topografisch, geologisch und geografisch zu erkunden. Aschenbrenner und Schneider galten als hervorragende Leistungsträger der Expedition, Welzenbach setzte als Vertreter der „Münchner Schule“ und Mitglied des Akademischen Alpenvereins München neue Maßstäbe im Bergsport.

## Verlauf
Im Zuge der Gleichschaltung des Deutschen Reiches durch die Nationalsozialisten mussten Expeditionen vom Reichssportführer Hans von Tschammer und Osten genehmigt werden. Paul Bauer, der Leiter des Fachamtes für Bergsteigen und Wandern im Nationalsozialistischen Reichsbund für Leibesübungen, plante, so wie bereits 1929 den Kangchendzönga zu besteigen. Ihm kam Merkl zuvor, der mit maßgeblicher Unterstützung seines Arbeitgebers, der Deutschen Reichsbahn-Gesellschaft, die Route von 1932 auf den Nanga Parbat vollenden wollte.

### Transport und Anreise
Der erste Transport brach am 27. März 1934 auf und erreichte das Hauptlager am Fuße des Nanga Parbat zwei Monate später, am 29. Mai 1934. Mehr als 7000 kg Ausrüstungsmaterial und Verpflegung wurden von Europa in den Himalaya transportiert, wobei ein Großteil der Distanz per Schiff bewältigt wurde. Für den Transport der Lasten wurden etwa 600 Kulis angeheuert. Des Weiteren unterstützten die Expedition 35 Sherpa, erfahrene Hochträger aus dem Khumbu, einer Subregion Nepals. Die genau durchdachte Logistik und die von den britischen Captains Sangster und Frier als Begleitoffiziere unterstützte Organisation machten die Expedition zu einem internationalen Unterfangen mit beinahe militärischer Planung.

### Beginn der Besteigung

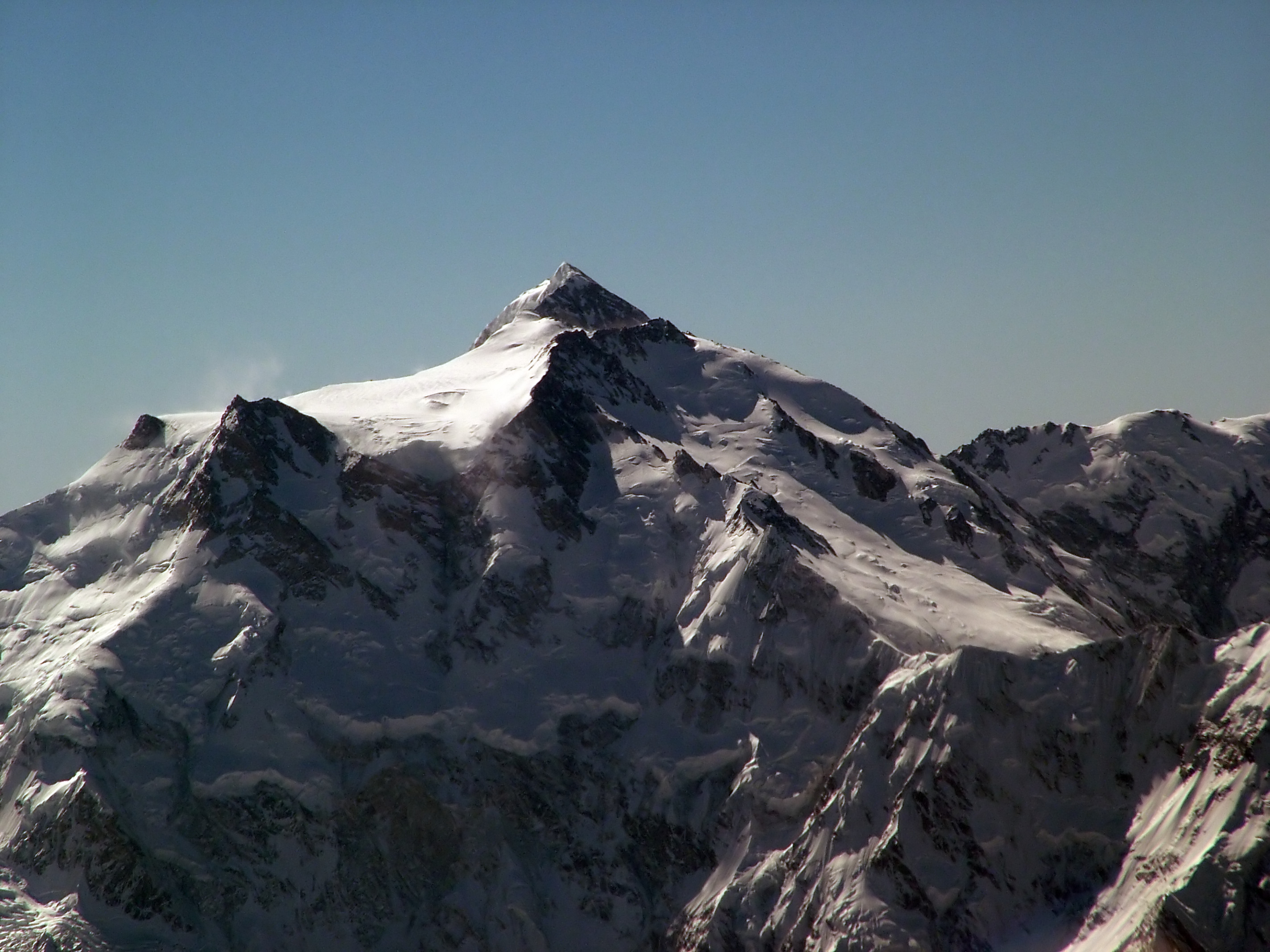
Der obere Teil der Rakhiot-Wand mit dem darüberliegenden Silberplateau (links) und dem Hauptgipfel

Die Besteigung des Nanga Parbat war über eine bei der Deutsch-Amerikanischen Himalaya-Expedition im Jahr 1932 entdeckte Route an der Nordseite des Massivs in der Rakhiot-Flanke geplant. Am 8. Juni verstarb Alfred Drexel im Lager II an einem Höhen-Lungenödem (diagnostiziert durch den Expeditionsarzt Willi Bernard, möglicherweise handelte es sich aber auch um eine Lungenentzündung). Die Gruppe wurde durch diesen vorzeitigen Schicksalsschlag hart getroffen. Sie kehrte daraufhin um und verbrachte 17 Tage bei schönem Wetter im Basislager.
Nachdem die Expedition wieder fortgesetzt worden war, erkrankten im Lager IV zwei Sherpas. Die Bergsteiger losten aus und Bechtold begleitete die beiden ins Basislager zurück. Trotz dieser Schicksalsschläge verlief die Expedition in der Folge recht vielversprechend. Merkls Ziel war es, den Gipfel mit möglichst vielen Mitgliedern der Mannschaft zu erklimmen. Fünf Bergsteiger und elf Sherpas rückten gegen den 7451 m hohen „Silbersattel“ an. Peter Aschenbrenner und Erwin Schneider waren weit voraus und stießen gemeinsam bis auf eine Höhe von 7895 m vor, wo sie im Lager VII auf Anweisung Willy Merkls auf den gemeinsamen Gipfelsturm der Bergkameradschaft warten sollten. Der Triumph der Erstbesteigung des Nanga Parbat schien zum Greifen nahe.

### Wetterumschwung und Abbruch der Expedition

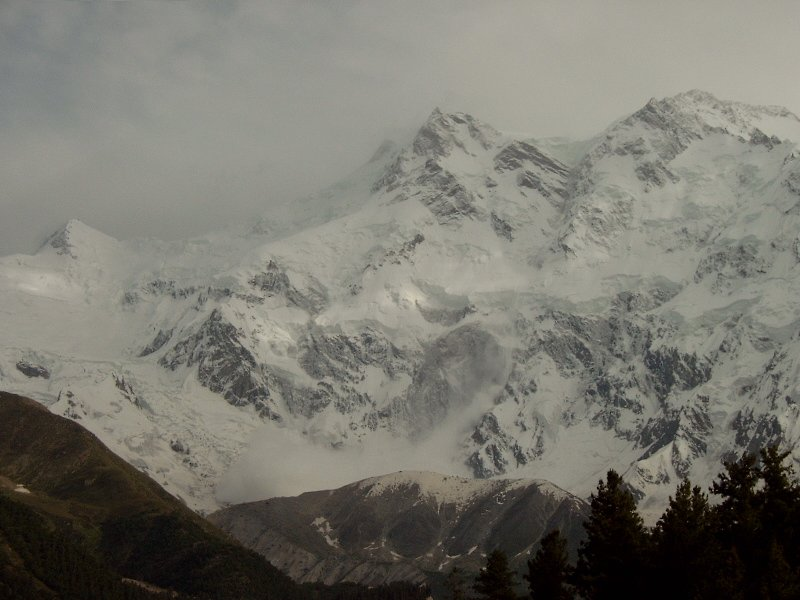
Eine Lawine am Nanga Parbat

Das Wetter, das sich in dieser Region rasant ändern kann, schlug jedoch um. In der Nacht auf den 7. Juli baute sich ein Orkan auf, der die Männer zwang, in ihrem Höhenlager auf 7600 m auszuharren. Dieser dramatische Wetterumschwung, der neben tobendem Wind und Schneesturm auch Düsternis über die Expedition brachte, und Nahrungsmangel führten bei den Teilnehmern zu der Erkenntnis, dass der Gipfel nicht mehr erreicht werden konnte. Hinzu kam, dass die Höhenkrankheit bei den Männern Erschöpfung hervorrief.
Am Morgen des 8. Juli wurde beschlossen, die Expedition abzubrechen. Auf Wunsch des Expeditionsleiters Willy Merkl sollten die beiden stärksten Teilnehmer, Schneider und Aschenbrenner, in Begleitung der drei Sherpas Pasang, Nima Dorje und Pinzo Nurbu zum Lager IV vorausgehen, um eine Spur im Tiefschnee zu treten. Unterhalb des Silbersattels stürzte Nima Dorje von einem Felsen. Aschenbrenner und Pasang konnten ihn jedoch am Seil halten, wobei ein Packsack mit mehreren Schlafsäcken verloren ging. Mit einem einzigen verbliebenen Schlafsack mussten die fünf den Weg zu Lager IV fortsetzen, da die Vorräte von Lager V und VI zuvor in höher gelegene Lager gebracht worden waren. Aschenbrenner und Schneider stiegen über den Rakhiot-Peak zu Lager V, wo sie Proviant vorfanden und sich etwas ausruhen konnten. Durch diese Erholung gelang es ihnen, noch am selben Tag zu Bechtold, Müllritter und Bernard im Lager IV abzusteigen, das sie am späten Nachmittag erreichen konnten. Die Träger blieben in Lager VI zurück.

### Kampf ums Überleben

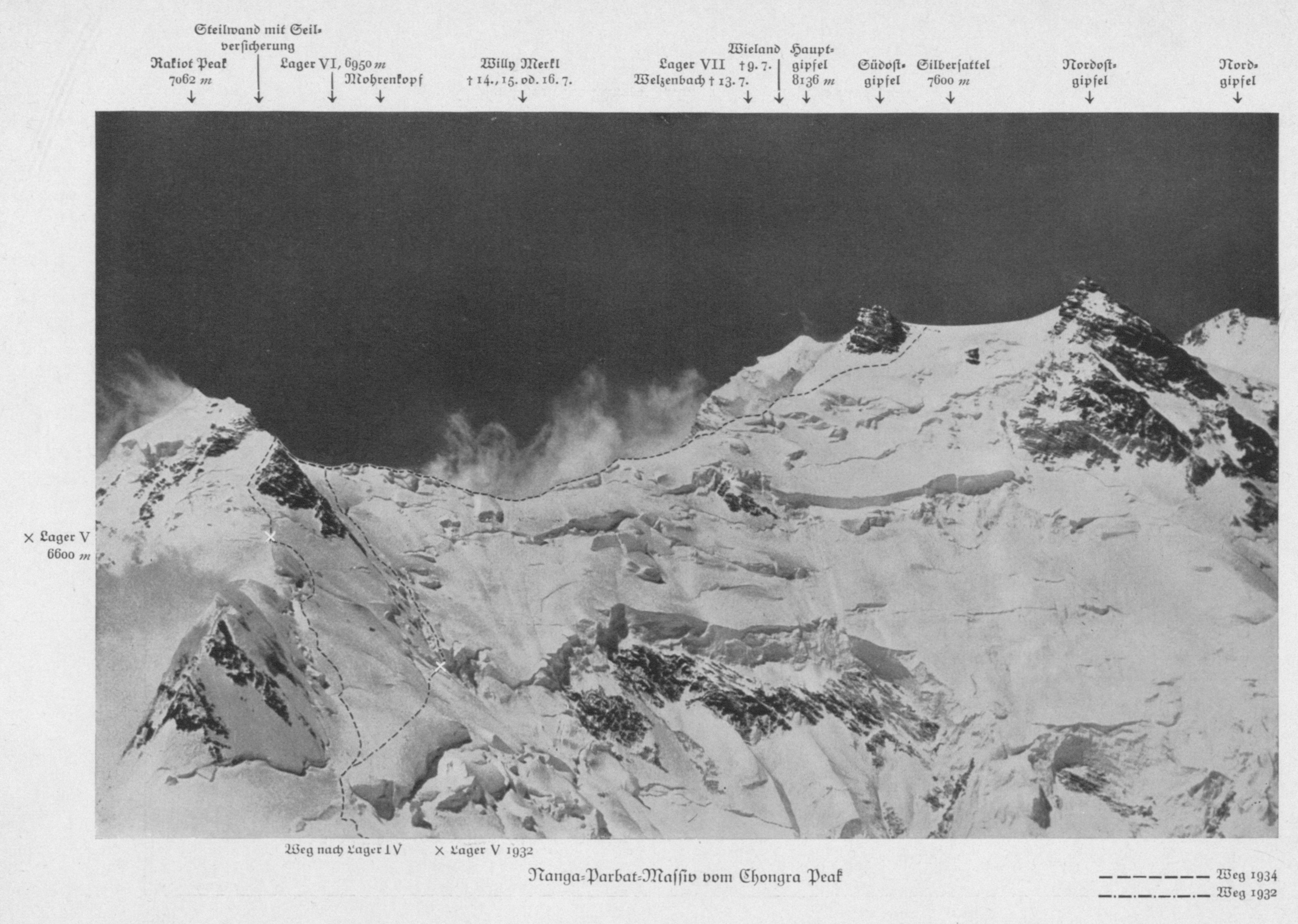
Rakhiot Seite mit Routenangaben, die Sterbeorte von Merkl, Wieland und Welzenbach sind gekennzeichnet

Die übrigen Teilnehmer sollten der Spur Aschenbrenners und Schneiders folgen. Für jene wurde es jedoch ein Kampf um Leben und Tod, den Uli Wieland am 9. Juli kurz vor Lager VII, Willo Welzenbach am 14. Juli im Lager VII und Willy Merkl am 16. Juli verloren, wie den Notizen, die im Jahr 1938 gefunden wurden, zu entnehmen war. Das gleiche Schicksal teilten die sechs Sherpas Nima Nurbu, Nima Thashi, Nima Dorje, Pinzo Nurbu, Dakshi und Gay-Lay. Sie starben auf dem Ostgrat und im Seilquergang der Rakhiot-Wand an Erschöpfung. Die Leichen von Willy Merkl und anderen Bergsteigern wurden 1938 in Schneehöhlen gefunden. Die vier Sherpas Pasang, Kitar, Dawa Thondup und Kikuli konnten mit schweren Erfrierungen das Lager IV erreichen.
Aschenbrenner, Schneider und Müllritter versuchten zusammen mit den Sherpas Nurbu, Ang Tensing und Lobsang, den anderen zur Hilfe zu kommen, und kämpften verzweifelt gegen den brusttiefen Neuschnee. Sie kamen bis über das Lager V hinaus, wo sie Pinzo Nurbu tot vorfanden und in größerer Höhe ebenso zwei leblose Sherpas entdeckten. Zwei weitere Male versuchten Aschenbrenner und Schneider, bis zum Lager VI vorzustoßen, sogar die Wissenschaftler Raechl und Misch wollten nicht aufgeben. Ihre Bemühungen waren jedoch vergebens. Bis zum 15. Juli konnten sie Rufe vom Grat herab hören, die allmählich leiser wurden, bis sie endgültig verstummten: Willy Merkl und sein Sherpa Gay-Lay, die sich gegen den Tod wehrten. 1938 wurden die mumifizierten Leichen Merkls und Gay-Lays in der Nähe des „Mohrenkopfes“, eines schwarzen Felsen, gefunden. Der Sherpa war bis in den Tod nicht von der Seite seines Sāhibs gewichen.
Nur drei von elf Sherpas überlebten dieses Drama. Unter ihnen war neben Kitar, der 1935 mit Herbert Tichy den Kailash umrundete, auch einer der – wie erfahrene Sherpas auch genannt werden – „Tiger des Himalaya“, der Sherpa Ang Tshering. Beide wurden daraufhin mit der Ehrenmedaille des Deutschen Roten Kreuzes ausgezeichnet.
| Sterbedatum | Name             |
| ----------- | ---------------- |
| 08.06.1934  | Alfred Drexel    |
| 09.07.1934  | Uli Wieland      |
| 14.07.1934  | Willo Welzenbach |
| 16.07.1934  | Willy Merkl      |

### Nachspiel
Aschenbrenner und Schneider wurden in der Folge beschuldigt, sich der Verletzung der Beistandspflicht schuldig gemacht zu haben. Der Sherpa Pasang berichtete nach der Expedition, dass die beiden auf Skiern abgefahren seien und die Sherpas ihrem Schicksal überlassen hätten. Es ist aber unwahrscheinlich, dass Skier bis ins Lager IV getragen wurden. Auch auf Fotografien aus diesen Höhen sind keine Skier zu erkennen. Ein alpinistisches Ehrengericht sollte diesen Vorwurf klären. Auslöser dieses Verdachts war aber wohl die Rivalität zwischen der Deutschen Himalaya-Stiftung einerseits und dem Akademischen Alpenverein München, einer dem Alpenverein nahestehenden Gruppe, andererseits. Das Ehrengericht stellte dabei während der Sitzung am 11. März 1935 fest: „Ein Verschulden eines Teilnehmers an dem Misslingen der Expedition und an der Katastrophe wurde nicht festgestellt. Die objektiv feststehende Tatsache, dass Schneider und Aschenbrenner sich von ihren Trägern trennten und sie allein zurückliessen […] ist nicht in Einklang zu bringen mit den Grundsätzen der Bergkameradschaft. Es ist aber nicht festzustellen, dass Schneider und Aschenbrenner sich dieses Verstosses bewusst geworden sind.“ Obwohl beiden keine Schuld nachgewiesen werden konnte, wurden sie in der Folge von weiteren Expeditionen ausgeschlossen. Dieser Zwist war allerdings auch ein Spiegelbild der gespannten politischen und ideologischen Situation zwischen Österreich und dem Deutschen Reich.
Des Weiteren wurde Paul Bauer der Vorwurf gemacht, von Anfang an die Expedition aufgrund der seit den Zwanziger-Jahren bestehenden Feindschaft zwischen Welzenbach und ihm sabotiert zu haben. Günter Dyhrenfurth bezeichnete Willy Merkls Absicht, den Gipfelsieg quasi als „Wallfahrt auf den Gipfel“ zu zelebrieren, als den entscheidenden Fehler dieser Expedition. 
In Merkls Plan sei die völlig ungeeignete Taktik des „eingeschworenen Kollektivs“ zutage getreten, die zur Eroberung eines solchen Berges nur sehr selten zielführend ist. Man wusste damals noch nicht um die verheerenden Auswirkungen eines zu langen Aufenthalts in über 7000 m Höhe und hatte noch nicht erkannt, dass die Eroberung eines Gipfels von der Schwierigkeit eines Nanga Parbat mit einer möglichst leichten Angriffsspitze „in der Art einer Mondrakete“ (Dyhrenfurth) durchgeführt werden muss. Die Überlegenheit einer solchen Taktik war es auch, die 1953 zum Erfolg führte.

## Der Nanga Parbat als „Schicksalsberg der Deutschen“

### Politische Bedeutung
Die Expedition wurde im Deutschen Reich nach der Machtergreifung Adolf Hitlers zu einer Unternehmung von großer nationaler und politischer Bedeutung – auch wegen der starken österreichischen Beteiligung, zumal das politische Verhältnis der beiden Länder im Jahr 1934 bereits sehr gespannt war. Ein möglicher Erfolg wurde von der nationalsozialistischen Propaganda als „Triumph des Deutschen Volkes“ gepriesen. An der Philosophie der Expeditionsteilnehmer, „Tod oder Ehre“, fand das NS-Regime großen Gefallen. Der Reichssportführer bezeichnete die Expedition als „Kampf der Deutschen Nation um die Gipfel der Welt“, die Teilnehmer führten eine große Zahl an Hakenkreuz-Fahnen mit sich, Medienberichte wurden in kriegerischem Jargon formuliert. Bechtold, der nach Merkls Tod zum Expeditionsleiter gewählt wurde, teilte noch während der Heimreise den deutschen Alpenvereins-Mitgliedern mit, dass „die ideellen Werte, die der Opfertod unserer gebliebenen Kameraden geschaffen hat, […] gestaltet werden und hinausgetragen werden [müssen] in die deutsche Jugend.“ In Gedenken an die Expedition und die verunglückten Bergsteiger wurde eine Erinnerungsmedaille gestiftet.
Nach der Niederlage im Ersten Weltkrieg und aufgrund der schlechten wirtschaftlichen Situation im Deutschen Reich suchten Politik und Propaganda nach Wegen, ihr starkes Selbstbild wiederzugewinnen. Als Land mit langer Geschichte im alpinen Bergsport sahen die Machthaber im Deutschen Reich eine Möglichkeit im weit entfernten Himalaya, wo der höchste Berg der Welt, der Mount Everest, noch immer unbezwungen war. Da das Gebiet des Himalayas jedoch unter britischer Hoheit war, konnten die britischen Behörden den deutschen Expeditionen den Zugang verwehren. Das Ziel der deutschen Anstrengungen wurde somit der am westlichsten gelegene Achttausender – der Nanga Parbat, der um 1854 von den deutschen Gebrüdern Schlagintweit erstmals kartografiert wurde. Der Nanga Parbat galt daraufhin, obwohl er in britischem Gebiet lag, so wie zuvor bereits der Kangchendzönga, als „deutscher“ Gipfel im Himalaya, neben dem „englischen“ Mount Everest, dem „italienischen“ K2 und der „französischen“ Annapurna.

### Der Nimbus des Nanga Parbat
Schon der Nimbus des Begriffs „Expedition“ wirkte auf deutsche Bergsteiger als „eine Art Heiliger Gral des Alpinismus.“ Nach dem Misserfolg des zweiten Besteigungsversuches nach 1932 und dem Tod von vier Expeditionsteilnehmern wurde der Nanga Parbat durch die Presse zum „Schicksalsberg der Deutschen“ stilisiert. Im Jahr 1936 wurde die Deutsche Himalaya-Stiftung gegründet, die sämtliche Energien bündeln sollte, um den Nanga Parbat zu besteigen. 1937 startete eine deutsche Mannschaft den nächsten Versuch. Bei dieser deutschen Nanga-Parbat-Expedition kamen sieben deutsche Bergsteiger und neun Sherpas um. Insgesamt wurden von 1932 bis 1939, der bekannten Expedition von Peter Aufschnaiter und Heinrich Harrer, sechs deutsche Expeditionen unternommen, allesamt erfolglos. Im Jahr 1953 organisierte Willy Merkls Halbbruder, Karl Maria Herrligkoffer, die „Willy-Merkl-Gedächtnis-Expedition“. Ein Mitglied dieser Expedition war Hermann Buhl, dem schlussendlich, nach 58 Jahren der Besteigungsversuche und 31 tödlich verunglückten Bergsteigern, am 3. Juli die Erstbesteigung des Nanga Parbat gelang.
Seine Bedeutung hat der Nanga Parbat bis heute nicht verloren. Im Jahr 2004, 70 Jahre nach den Ereignissen des Jahres 1934, führte der österreichische Alpinist und Extrembergsteiger Markus Kronthaler, der zahlreiche historische Expeditionen aufarbeitete, eine Expedition „auf den Spuren Peter Aschenbrenners“ am Nanga Parbat durch.

## Wissenschaftliche Ergebnisse der Expedition
Der Kartograf Richard Finsterwalder aus Hannover, der Münchner Geograf Walter Raechl und der Geologe Peter Misch aus Göttingen begleiteten die Expedition als Wissenschaftler. Sie umkreisten den Nanga Parbat und erreichten unter anderem den 5200 Meter hohen Mazenopass auf der Südseite des Berges, von wo aus sie einen 5500 Meter hohen Gipfel südlich des Passes erstiegen. 
Den Wissenschaftlern gelang eine vollständige Durchforschung des Massivs auf geologischem, geografischem und kartografischem Gebiet. Auf dieser Grundlage wurde eine Karte des Nanga Parbat im Maßstab 1:50.000 erstellt, die als unübertroffenes Meisterwerk bezeichnet wird und zu den besten und schönsten Himalayakarten überhaupt gezählt wird. Carl Troll konnte durch seine geobotanischen Tätigkeiten während der deutschen Nanga-Parbat-Expedition 1937 diese Arbeiten noch um eine vegetationskundliche Karte erweitern. Der Nanga Parbat wurde damit zu dieser Zeit zum bestuntersuchten Hochgebirgsmassiv Asiens.